# Ami Sugita
Ami Sugita (杉田 亜未, Sugita Ami, Zama, 14 maart 1992) is een Japans voetbalster die als middenvelder speelt bij Iga FC Kunoichi.

## Carrière

### Clubcarrière
Sugita begon haar carrière in 2014 bij Iga FC Kunoichi.

### Interlandcarrière
Sugita nam met het Japans vrouwenvoetbalelftal deel aan het Aziatisch kampioenschap 2014. Zij maakte op 18 mei 2014 haar debuut in het Japans vrouwenvoetbalelftal tijdens een wedstrijd om het Aziatisch kampioenschap tegen Jordanië. Japan behaalde goud op het Aziatisch kampioenschap. Ze heeft zes interlands voor het Japanse elftal gespeeld en scoorde daarin twee keer.

## Statistieken
| Japans vrouwenvoetbalelftal | Japans vrouwenvoetbalelftal | Japans vrouwenvoetbalelftal |
| Jaar                        | Wed.                        | Dlp.                        |
| --------------------------- | --------------------------- | --------------------------- |
| 2014                        | 1                           | 0                           |
| 2015                        | 3                           | 2                           |
| 2016                        | 1                           | 0                           |
| 2017                        | 1                           | 0                           |
| Totaal                      | 6                           | 2                           |